# باور اساسی
باورهای اساسی (به انگلیسی: Basic beliefs) (که معمولاً «باورهای بنیادی» یا «باورهای هسته‌ای» نیز نامیده می‌شود) تحت دیدگاه معرفت‌شناختی به نام بنیادگرایی، بدیهی‌های یک نظام اعتقادی هستند.

## دسته‌بندی باورها
بنیادگرایی باورمند است که همه باورها باید توجیه شوند تا شناخته شوند؛ بنابراین باورها به دو دسته تقسیم می‌شوند:
- باورهایی که به درستی پایه‌ای هستند، به این ترتیب که آنها به توجیه باورهای دیگر وابسته نیستند بلکه به چیزی خارج از قلمرو باور وابسته هستند (توجیه غیردوکساستیک)
- باورهایی که از یک یا چند باور اساسی نشأت می‌گیرند و در نتیجه اعتبارشان به باورهای اصلی بستگی دارد.

## توصیف
در چارچوب اساسی بنیادگرایی، دیدگاه‌هایی وجود دارد که کدام نوع از باورها «به‌درستی» اساسی شناخته می‌شوند یعنی چه نوع باورهایی را می‌توان بدون توجیه سایر باورها به‌طور موجه پذیرفت؟
در بنیادگرایی کلاسیک، باورها اگر بدیهی و از بدیهیات و یا با حواس پنجگانه قابل دریافت باشند، اژ دید (تجربه‌گرایی) «به درستی» اساسی هستند.
با این حال آنتونی کنی و دیگران استدلال کرده‌اند این روش نوعی ایده انکارگر است.
- در بنیادگرایی مدرن، باورها اگر بدیهی باشند یا اصلاح‌ناپذیر «به درستی» اساسی هستند.[۳] یکی از این بدیهیات، بدیهیات رنه دکارت است، Cogito ergo sum (من فکر می‌کنم پس هستم). باورهای اصلاح‌ناپذیر (به زبان «غیرقابل اصلاح») باورهایی هستند که می‌توان بدون اثبات اشتباه بودن آنها را باور کرد. قابل ذکر است که شواهد حواس پنجگانه «به درستی» اساسی دیده نمی‌شود زیرا دکارت استدلال می‌کرد، تمام تجربیات حسی ما می‌تواند نوعی توهم باشد.
- در آنچه کیت لرر «بنیادگرایی خطاپذیر» نامیده‌است،[۴] که به عنوان «بنیادگرایی معتدل» نیز شناخته می‌شود؛ تقسیم میان باور استنتاجی و باور غیراستنتاجی باقی می‌ماند ولی شرط اصلاح‌ناپذیری حذف می‌شود. ادعا می‌شود این شیوه به حواس اجازه می‌دهد تا نقش سنتی خود را به عنوان مبنای باور غیراستنتاجی علیرغم خطاپذیری خود از سر بگیرند.[۵]
- در معرفت‌شناسی اصلاح‌شده، باورها در صورتی که عقلانی و منطبق با یک جهان‌بینی عقلانی باشند، «به درستی» اساسی هستند.

ضدبنیادگرایی بنیادگرایی را رد و وجود باور یا اصل اساسی را انکار می‌کند که زمینه یا شالوده اساسی پژوهش و دانش است.